# ベクトル解析 (著書)
『ベクトル解析』(英語版タイトル:Vector Analysis)は、エドウィン・ウィルソンとウィラード・ギブスがイェール大学で行った講義を元に1901年に出版した史上初のベクトル解析の教科書である。

## 概要
現在、日本語訳は存在しない。
まさにベクトル解析の原典とも言えるもので、この本によって、三次元ユークリッド空間の線型代数とベクトル解析の今日数学者・物理学者たちに使われている記号や専門用語が概ね確立されたといえる。初版から累計7回の改訂を行っており最終版は第8版となっている(改訂年はそれぞれ1913、1916、1922、1925、1929、1931、1943年)。1960年にはドーヴァー出版から復刊。現在では著作権が切れており電子版を無料で外部リンクで閲覧する事ができるが、それはドーヴァー版ではない。

## 内容
この本には「数学と物理学専攻の学生のための教科書でありウィラード・ギブスの講義に基づいている」という副題が付けられている。
第一章では三次元空間の幾何ベクトルとスカラーの概念、ベクトルの実スカラー倍について扱う。
第二章では二つのベクトル同士の内積、外積の概念を扱い、更にスカラー三重積および四重積も扱う。77–81頁では球面三角法の基礎を扱い、天文航法への応用も扱う。第三章では∇演算子を用いたベクトルの微積分について扱う。
残りの8章では二重ベクトル論を展開し、ギブスがイェール大学で行った光の電磁気学的理論を扱う。ウィルソンは最初、二重ベクトルの楕円との関連を見いだした。二重ベクトルの積は単位円上の複素数と関連して、「楕円的回転(elliptical rotation)」と呼ばれる。ウィルソンは続けて「楕円調和運動(elliptic harmonic motion)」と定常波について記述した。

## ベクトル解析の誕生
ギブスはベクトルの概要を85頁の小冊子に纏め上げ、彼の学生に配布し、1888年、ヘヴィサイドにも送った。1892年、ヘヴィサイドは王立協会の会報「Transactions of the Royal Society」に彼自身が定式化したベクトルの理論を送り、ギブスのこの小冊子を賞賛した。しかし彼は「この小冊子は要約されすぎている」と後に書き残している。
イェール大学大学創立200周年記念の1901年に「知の進歩」として優れた出版物がショーケースに展示された。ギブスが著した統計力学の基本原理(Elementary Principles in Statistical Mechanics)もその中に含まれていた。この展示本の選定に関わったモリス(Morris)教授はギブスのベクトル解析の講義録も推薦したものの、結局統計力学の教科書だけが展示されることとなった。
ウィルソンはこのときイェール大学の数学専攻の院生であった。
彼は既にハーバード大学のジェームズ・ミルズ・ピアス(James Mills Peirce)から四元数について習っていた。しかしディーン・A・フィリップス(Dean A. W. Phillips)はウィルソンにギブスのベクトルの講義を取るように勧め、そして四元数とベクトルが実は類似の概念を別の言葉で表している事に過ぎないことを見いだした。ウィルソンがギブスの講義を履修し終わると、モリスはウィルソンにその講義を元に教科書を作る計画を持ちかけた。彼は講義ノートを元に内容を補足したり、演習問題を作ったり、他人(父親など)に相談しながら本を完成させた。